# Spoorlijn Treis - Neef
De spoorlijn Treis - Neef was een geplande Duitse spoorlijn in Rijnland-Palts en gepland als spoorlijn 3113 onder beheer van DB Netze.

## Geschiedenis
Met de aanleg van het traject werd door de Preußische Staatseisenbahnen aangevangen in 1915 waarbij de verbinding tussen Koblenz en Trier op vier sporen gebracht moest worden, naast de reeds bestaande spoorlijn Koblenz - Perl. Vanwege de strategische gevoeligheid van de Kaiser Wilhelm tunnel, toen de langste tunnel van Duitsland werd besloten om ter hoogte van Cochem de lijn op de rechteroever van de Moezel te bouwen. Aan het einde van de Eerste Wereldoorlog werd de bouw van strategisch belangrijke bouwwerken aan banden gelegd onder het Verdrag van Versailles. De verdubbeling van de verbinding Koblenz - Trier was economisch niet rendabel en derhalve werd het project stilgelegd.

### Treiser tunnel
In 1916 werd met de bouw van de Treiser tunnel begonnen, de doorbraak werd in 1919 gevierd en de tunnel werd voltooid in 1923. Met een lengte van 2565 meter was de Treiser tunnel de zeven langste tunnel van Duitsland en de langste waar nooit een trein heeft gereden. Wel is de tunnel in gebruik geweest als champignonkwekerij en in de Tweede Wereldoorlog als ondergrondse fabriek waar krijgsgevangenen werden in gezet voor de oorlogsindustrie. In 1946 werden beide tunnelportalen opgeblazen door het Franse leger.

## Aansluitingen
In de volgende plaatsen zou er een aansluiting zijn op de volgende spoorlijnen:
Treis-Karden
DB 3010, spoorlijn tussen Koblenz en Perl
Neef
DB 3010, spoorlijn tussen Koblenz en Perl

## Galerij

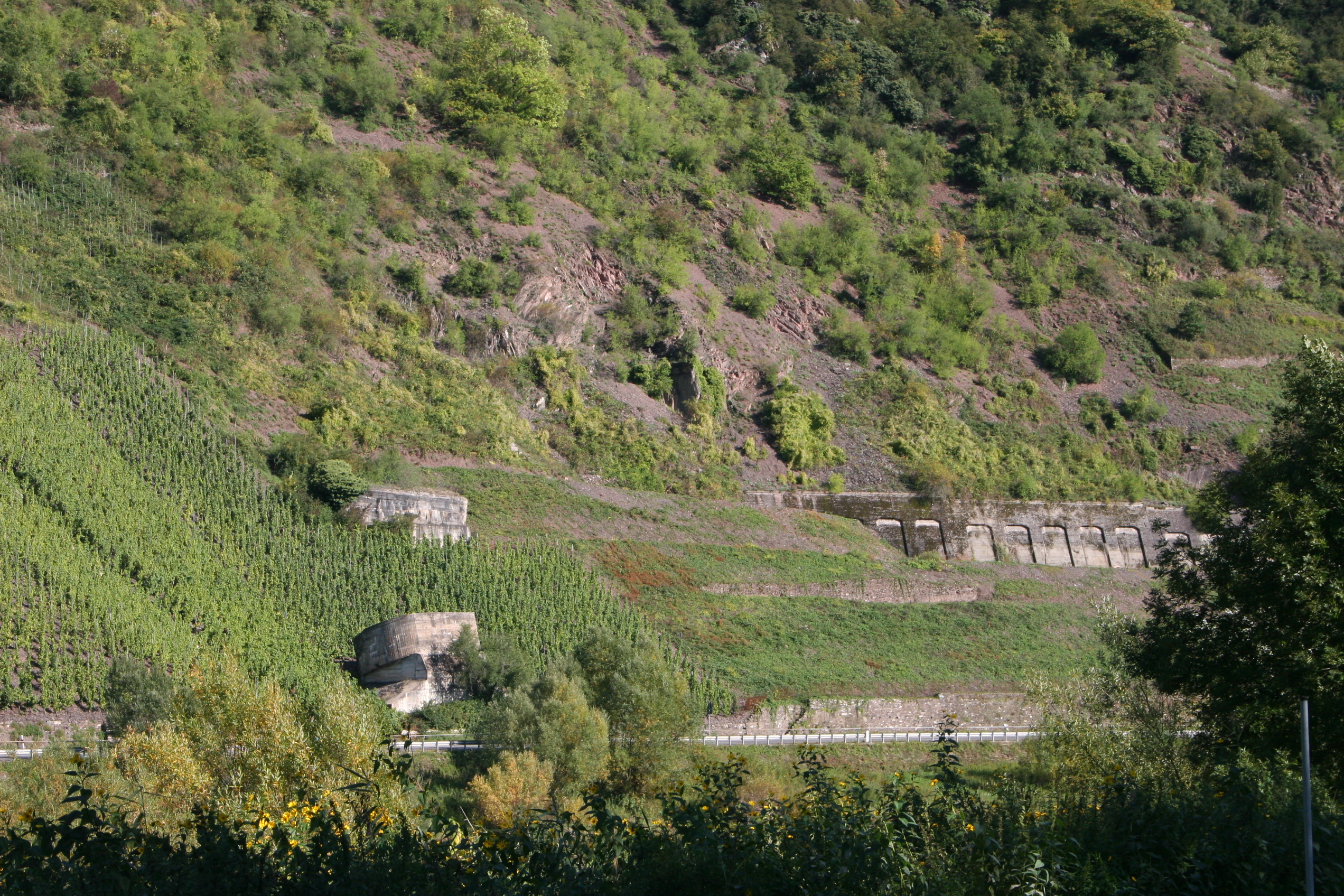
Zuidportaal van de Treiser tunnel met restanten van bunkers
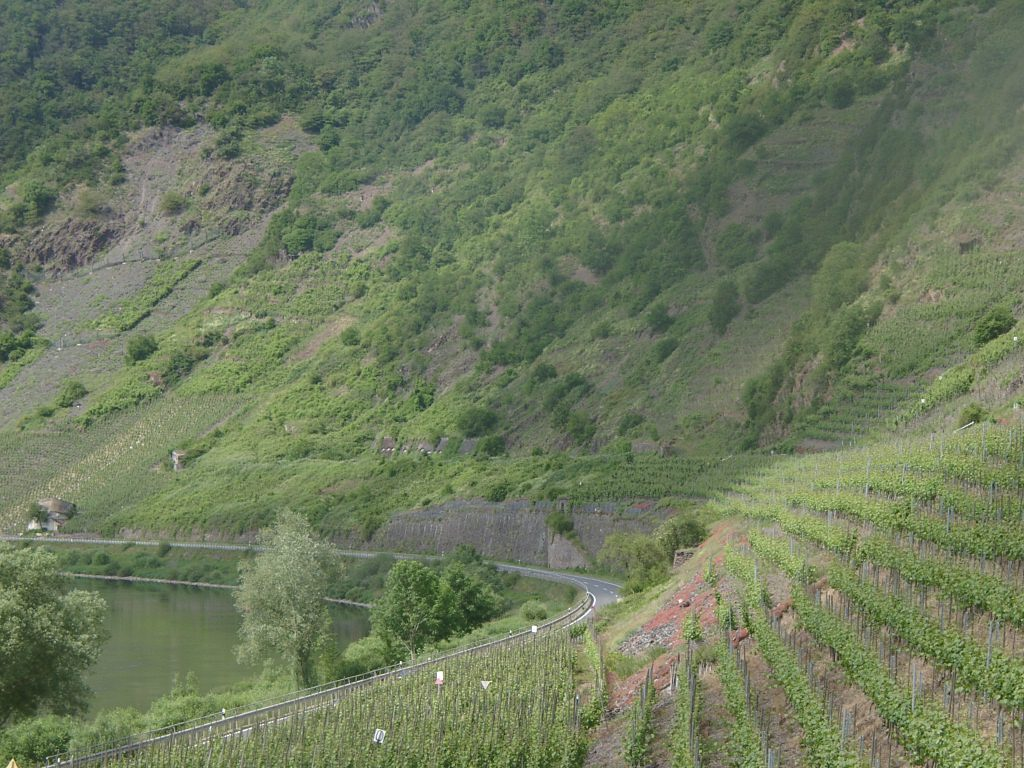
Tracé met resterende stutmuur bij het voormalige zuidportaal
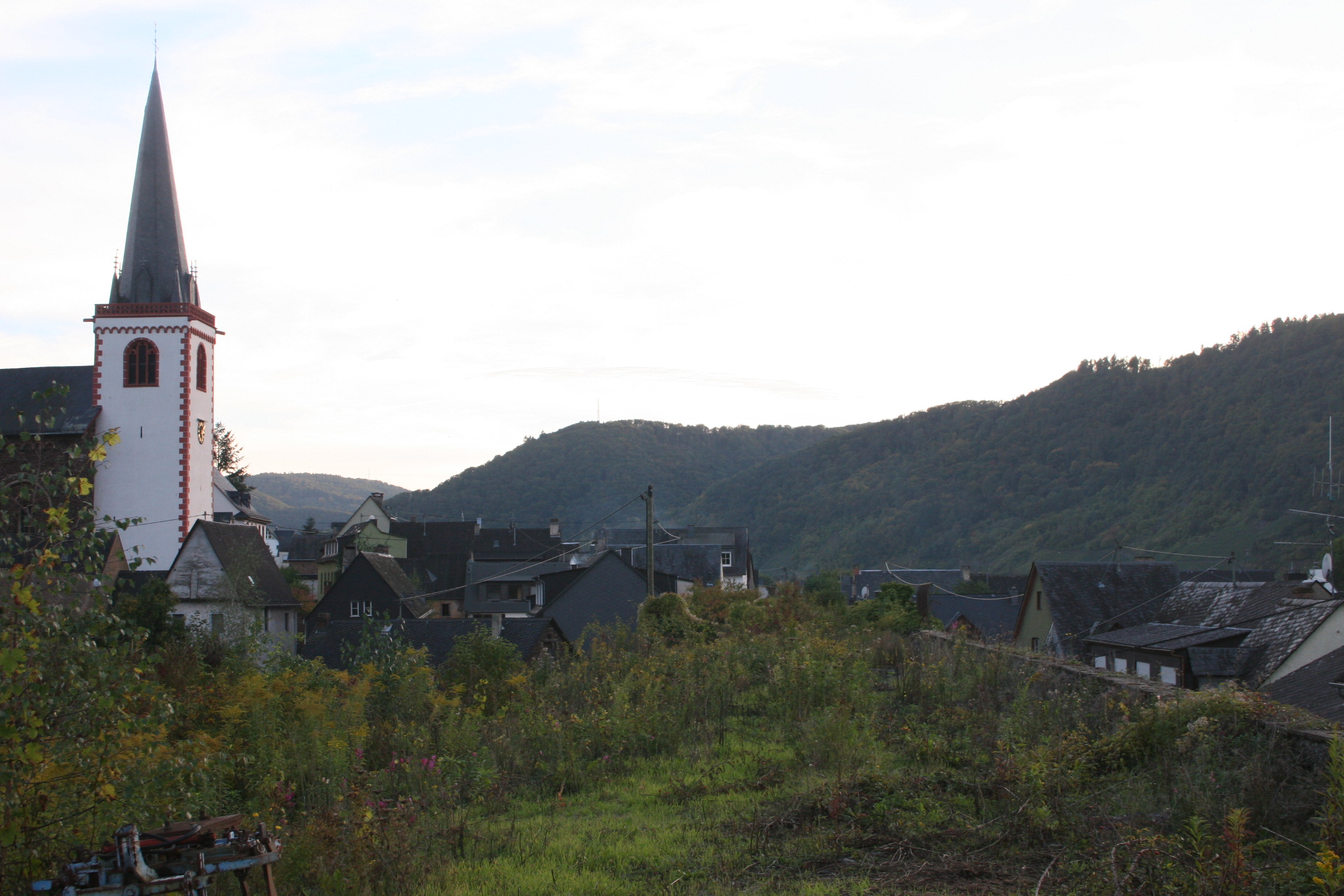
Tracé door Bruttig
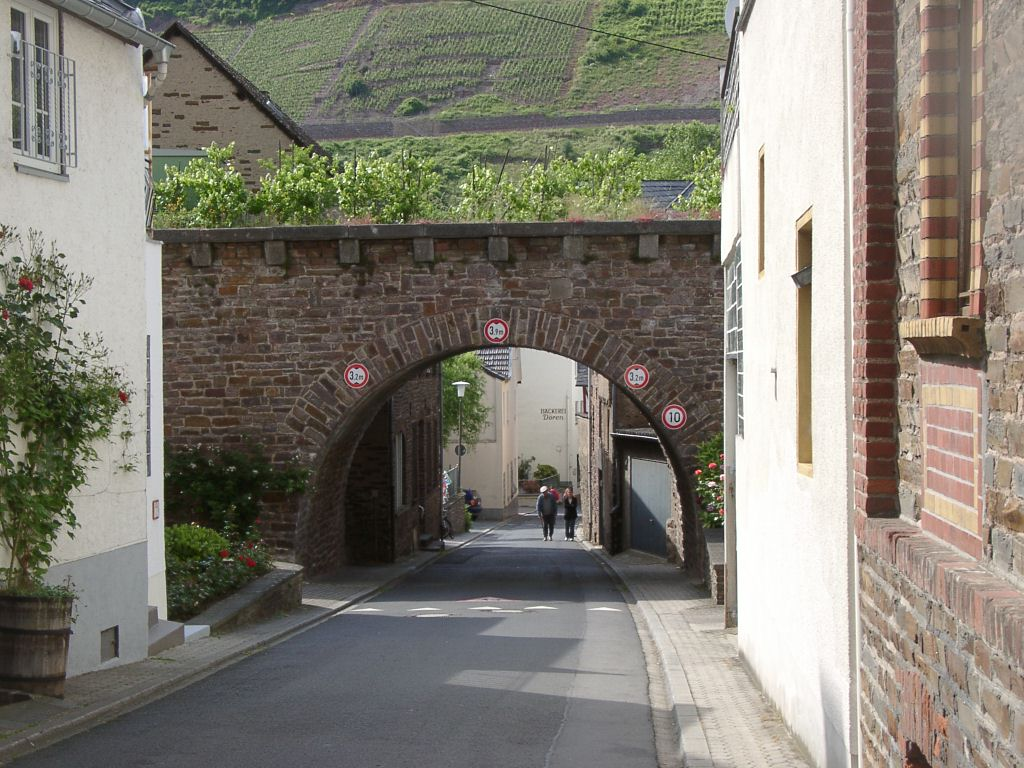
Elke straat een onderdoorgang in Bruttig
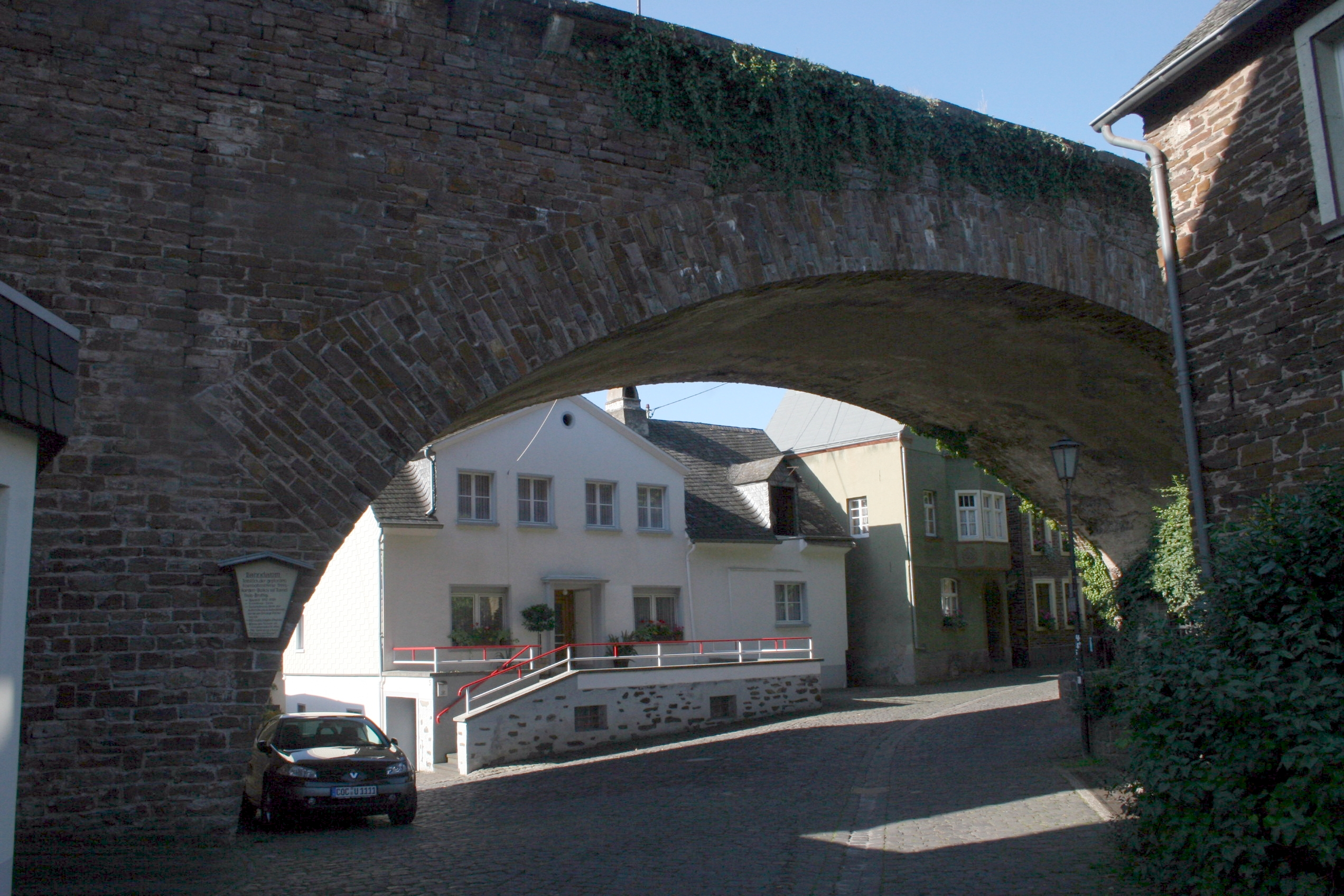
Grootste overspanning in Bruttig